# もぎたてラジオ朝一番
『もぎたてラジオ朝一番』（もぎたてラジオあさいちばん）は、茨城放送で2002年4月1日から2006年3月31日まで放送されていたワイド番組。

## 概要
2002年春のワイド番組大改編でそれまで放送されていた『朝からおじゃまします!』に替わってスタートした番組。一日の始まりに必要な、会社や学校で話題になるような情報満載でお送りする。

本番組から平日早朝のワイド番組の終了時刻が8:30に繰り上げられた。

最初の2年間は月曜～木曜までの放送であったが、2004年4月のワイド番組再編によって、新たに金曜日の放送も追加された。

## 放送時間
- 2002年4月 - 2004年3月　毎週月曜 - 木曜　6:00 - 8:30
- 2004年4月 - 2006年3月　毎週月曜 - 金曜　6:00 - 8:30

## パーソナリティ
- 2002年度、2003年度　田辺昭雄（全曜日担当）、松井裕子（月曜、火曜担当）、渡辺美奈子（水曜、木曜担当）
- 2004年度　鹿原徳夫、太田絵里子（月曜、火曜担当）。古瀬俊介、芦川愛子（水曜 - 金曜担当）
- 2005年度　鹿原徳夫、太田絵里子（月曜、火曜担当）。高木圭二郎、築島雪枝（水曜 - 金曜担当）

## 主なコーナー
- ヘッドラインニュース　6:02頃、6:30頃、8:00頃の計3回
- 心のいこい
- 土井淳の元気UP!朝一番!
- 心の灯
- 市場だより
- もぎスポ一番
- JR私鉄情報
- もぎたてコラム
- スポーツエクスプレス
- ラジオ県だより
- もぎたて芸能情報
- 今日は何の日

## テーマ曲
- 『Best Years Of Our Lives』 - （Baha Men）